# 石脑镇
石脑镇，是中华人民共和国江西省宜春市高安市下辖的一个乡镇级行政单位。

## 行政区划
石脑镇下辖以下地区：
石脑街社区、石脑村、赤岸村、港背村、高沙村、左家村、塔溪村、相山村、龙溪村、望城村、闻家村、溪桥村、万家村、菜田村、丁家村、陈罗村和港口村。